# Thomas Duttenhoefer

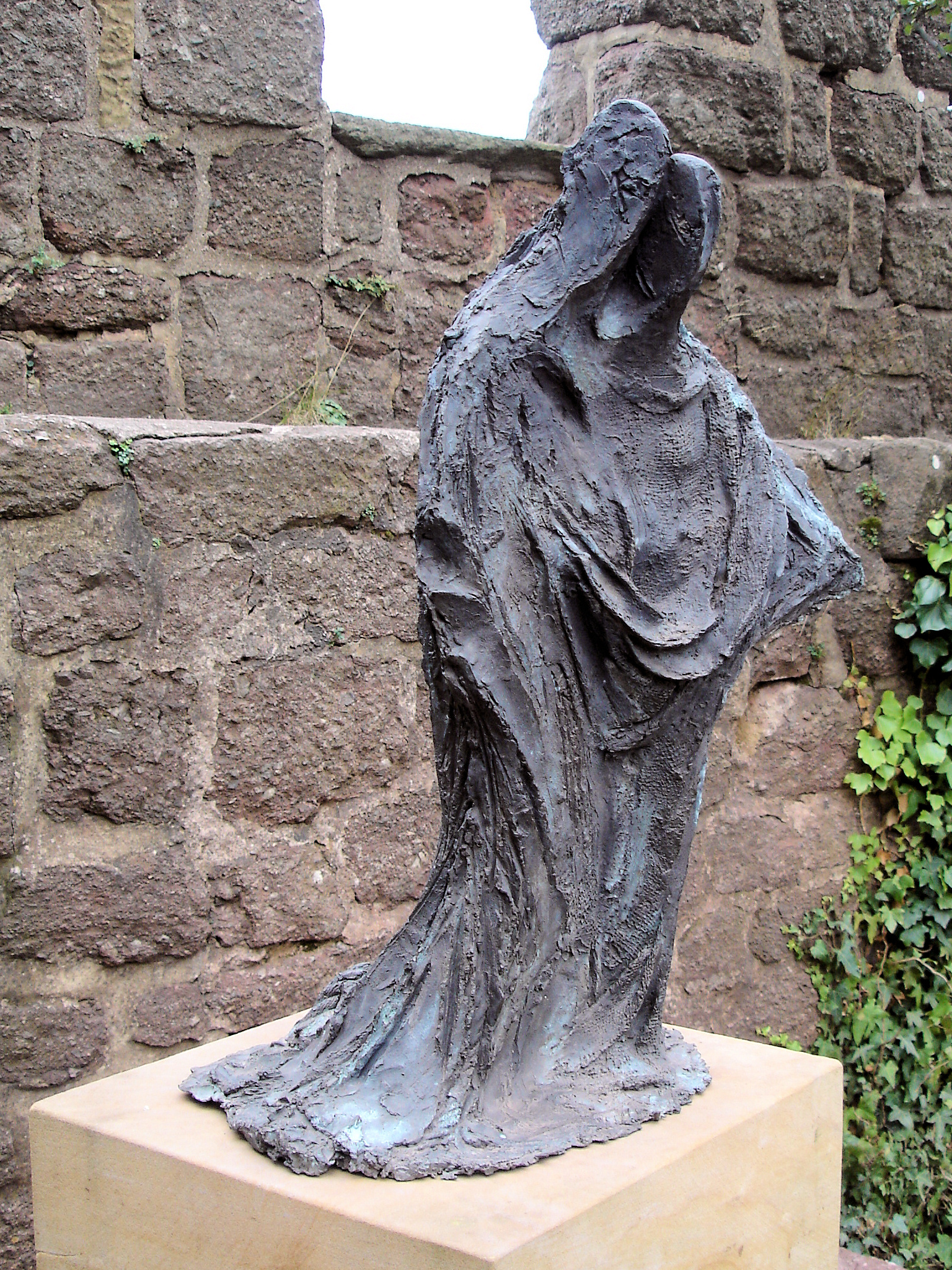
„Die Nackten bekleiden“ – Standort: Wartburg

Thomas Duttenhoefer (* 28. Februar 1950 in Speyer) ist ein deutscher Bildhauer und Professor für Grundlehre und Zeichnen an der Fakultät für Gestaltung der Hochschule Mannheim.

## Leben
Duttenhoefer besuchte 1967 bis 1969 die Werkkunstschule Wiesbaden. 1969–1972 studierte er Bildhauerei an der Fachhochschule für Gestaltung Wiesbaden bei Erwin Schutzbach. 1974 war er Stipendiat des DAAD in London, dort 1975 Gastlehrer am Goldsmith-College. Ab 1976 Unterrichtstätigkeit an der Fachhochschule in Wiesbaden. 1980–1982 Lehrauftrag für plastisches Gestalten und figürliches Zeichnen an der Fachhochschule Mainz. 1984 erhielt er einen Lehrauftrag an der Universität Mainz. Von 1995 bis 2003 hatte er eine Professur an der Hochschule Trier inne, seit 2003 ist er Professor an der heutigen Hochschule Mannheim. Duttenhoefer lebt seit 1979 in Darmstadt.
Er ist Mitglied in der Neuen Darmstädter Sezession, der Pfälzischen Sezession und in der Gruppe „argo“, Speyer.

## Auszeichnungen
- Preis junger Künstler der Darmstädter Sezession (1975)
- Förderpreis des Landes Rheinland-Pfalz (1978)
- Hans-Purrmann-Preis der Stadt Speyer (1981)
- Kunstpreis der Stadt Darmstadt (1988)
- Jakob-Felsing-Preis der Volksbank Darmstadt (2000)